# Словения на летних Олимпийских играх 2016
Словения на летних Олимпийских играх 2016 года будет представлена как минимум в одиннадцати видах спорта.

## Медали
| Золото  |                  |                                                            |            |
| №       | Спортсмены       | Вид спорта (дисциплина)                                    | Дата       |
| 1       | Тина Трстеняк    | Дзюдо (до 63 кг, женщины)                                  | 9 августа  |
| Серебро |                  |                                                            |            |
| №       | Спортсмены       | Вид спорта (дисциплина)                                    | Дата       |
| 1       | Петер Каузер     | Гребля на байдарках и каноэ (гребной слалом, K-1, мужчины) | 10 августа |
| 2       | Василий Жбогар   | Парусный спорт (Финн, мужчины)                             |            |
| Бронза  |                  |                                                            |            |
| №       | Спортсмены       | Вид спорта (дисциплина)                                    | Дата       |
| 1       | Анамари Веленшек | Дзюдо (до 78 кг, женщины)                                  | 11 августа |

## Состав сборной
Велоспорт
 Шоссейный велоспорт
1. Матей Мохорич
2. Ян Поланц
3. Примож Роглич
4. Симон Шпилак
5. Полона Батагель

 Маунтинбайк
1. Таня Жакель

 Гандбол
1. Марко Безьяк
2. Блаж Благотиншек
3. Деан Бомбач
4. Матей Габер
5. Юре Доленец
6. Миха Зарабец
7. Урош Зорман
8. Вид Кавтичник
9. Урбан Лесяк
10. Давид Миклавчич
11. Вид Потеко
12. Симон Разгор
13. Матевж Скок
14. Ник Хенигман
15. Дарко Цингесар
16. Горазд Шкоф
17. Блаж Янц

Гребля на байдарках и каноэ
 Гребля на гладкой воде
1. Шпела Пономаренко Янич

 Гребной слалом
1. Лука Божич
2. Петер Каузер
3. Беньямин Савшек
4. Сашо Тальят
5. Урша Крагель

 Дзюдо
1. Адриан Гомбоц
2. Рок Дракшич
3. Михаэль Жганк
4. Анамари Веленшек
5. Тина Трстеняк

 Лёгкая атлетика
1. Антон Космач
2. Роберт Реннер
3. Жан Рудольф
4. Лука Янежич
5. Сабина Вейт
6. Данея Грандовец
7. Мая Михалинец
8. Мартина Ратей
9. Маруся Чернжул
10. Тина Шутей

 Настольный теннис
1. Боян Токич

 Парусный спорт
1. Василий Жбогар
2. Вероника Макароль
3. Тина Мрак

 Плавание
1. Мартин Бау
2. Дамир Дугоньич
3. Роберт Жбогар
4. Анже Тавчар
5. Тьяша Возель
6. Аня Клинар
7. Тьяша Одер
8. Тьяша Пинтар
9. Шпела Перше
10. Янья Шегель

 Спортивная гимнастика
1. Тея Белак

 Стрельба
1. Боштьян Мачек
2. Жива Дворшак

 Теннис
1. Полона Херцог

 Триатлон
1. Матея Шимич

## Результаты соревнований

### Велоспорт

#### Шоссейный велоспорт
Мужчины
| Соревнование     | Спортсмены    | Время      | Место | Отставание |
| ---------------- | ------------- | ---------- | ----- | ---------- |
| групповая гонка  | Примож Роглич | 6:19:43    | 26    | +9:38      |
| групповая гонка  | Ян Поланц     | 6:30:05    | 52    | +20:00     |
| групповая гонка  | Симон Шпилак  | 6:30:05    | 57    | +20:00     |
| групповая гонка  | Матей Мохорич | DNF        | DNF   | DNF        |
| раздельная гонка | Примож Роглич | 1:14:55,16 | 10    | +2:39,74   |

Женщины
| Соревнование    | Спортсмены      | Время   | Место | Отставание |
| --------------- | --------------- | ------- | ----- | ---------- |
| групповая гонка | Полона Батагель | 3:58:03 | 32    | +6:36      |

#### Маунтинбайк
Женщины
| Соревнование | Спортсмены | Время | Место | Отставание |
| ------------ | ---------- | ----- | ----- | ---------- |
| кросс-кантри |            |       |       |            |
|              |            |       |       |            |

### Водные виды спорта

#### Плавание
В следующий раунд на каждой дистанции проходят спортсмены, показавшие лучший результат, независимо от места, занятого в своём заплыве.
Мужчины
| Дистанция                  | Спортсмены     | Предварительный раунд | Предварительный раунд | Предварительный раунд | Полуфинал            | Полуфинал            | Полуфинал            | Финал                | Финал                |
| Дистанция                  | Спортсмены     | Заплыв                | Результат             | Место                 | Заплыв               | Результат            | Место                | Результат            | Место                |
| -------------------------- | -------------- | --------------------- | --------------------- | --------------------- | -------------------- | -------------------- | -------------------- | -------------------- | -------------------- |
| 100 метров вольным стилем  | Анже Тавчар    | 5                     | 49,38                 | 36                    | завершил выступление | завершил выступление | завершил выступление | завершил выступление | завершил выступление |
| 200 метров вольным стилем  | Анже Тавчар    | 1                     | 1:49,96               | 39                    | завершил выступление | завершил выступление | завершил выступление | завершил выступление | завершил выступление |
| 1500 метров вольным стилем | Мартин Бау     |                       |                       |                       | не проводится        | не проводится        | не проводится        |                      |                      |
| 200 метров баттерфляем     | Роберт Жбогар  | 1                     | 1:57,05               | 22                    | завершил выступление | завершил выступление | завершил выступление | завершил выступление | завершил выступление |
| 100 метров брассом         | Дамир Дугоньич | 5                     | 1:00,41               | 21                    | завершил выступление | завершил выступление | завершил выступление | завершил выступление | завершил выступление |

Женщины
| Дистанция                   | Спортсмены                                      | Предварительный раунд | Предварительный раунд | Предварительный раунд | Полуфинал             | Полуфинал             | Полуфинал             | Финал                 | Финал                 |
| Дистанция                   | Спортсмены                                      | Заплыв                | Результат             | Место                 | Заплыв                | Результат             | Место                 | Результат             | Место                 |
| --------------------------- | ----------------------------------------------- | --------------------- | --------------------- | --------------------- | --------------------- | --------------------- | --------------------- | --------------------- | --------------------- |
| 400 метров вольным стилем   | Аня Клинар                                      | 4                     | 4:09,07               | 18                    | не проводится         | не проводится         | не проводится         | завершила выступление | завершила выступление |
| 800 метров вольным стилем   | Аня Клинар                                      |                       |                       |                       | не проводится         | не проводится         | не проводится         |                       |                       |
| 800 метров вольным стилем   | Тьясса Одер                                     |                       |                       |                       | не проводится         | не проводится         | не проводится         |                       |                       |
| 200 метров баттерфляем      | Аня Клинар                                      | 3                     | 2:08,43               | 14 Q                  | 1                     | 2:09,44               | 15                    | завершила выступление | завершила выступление |
| 100 метров брассом          | Тьяша Возель                                    | 3                     | 1:11,15               | 35                    | завершила выступление | завершила выступление | завершила выступление | завершила выступление | завершила выступление |
| Эстафета                    | Предварительный раунд                           | Предварительный раунд | Предварительный раунд | Предварительный раунд | Финал                 | Финал                 | Финал                 | Финал                 | Финал                 |
| Эстафета                    | Состав                                          | Заплыв                | Результат             | Место                 | Состав                | Состав                | Состав                | Результат             | Место                 |
| 4×200 метров вольным стилем | Янья Шегель Анья Клинар Тьяша Пинтар Тьяша Одер | 1                     | 8:02,22               | 15                    | завершили выступление | завершили выступление | завершили выступление | завершили выступление | завершили выступление |

Открытая вода
| Дистанция     | Спортсмены  | Результат | Место | Отставание |
| ------------- | ----------- | --------- | ----- | ---------- |
| 10 километров | Шпела Перше |           |       |            |

### Гандбол

#### Мужчины
Мужская сборная Словении пробилась на Игры, заняв первое место в олимпийском квалификационном турнире, который проходил с 8 по 10 апреля 2016 года в Мальмё.
Состав
Результаты
Групповой этап (Группа B)
| Место | Команда  | И | В | Н | П | ГЗ  | ГП  | +/- | Очки |
| ----- | -------- | - | - | - | - | --- | --- | --- | ---- |
| 1     | Германия | 5 | 4 | 0 | 1 | 153 | 141 | +12 | 8    |
| 2     | Словения | 5 | 4 | 0 | 1 | 137 | 126 | +11 | 8    |
| 3     | Бразилия | 5 | 2 | 1 | 2 | 141 | 150 | -9  | 5    |
| 4     | Польша   | 5 | 2 | 0 | 3 | 139 | 140 | -1  | 4    |
| 5     | Египет   | 5 | 1 | 1 | 3 | 129 | 143 | -14 | 3    |
| 6     | Швеция   | 5 | 1 | 0 | 4 | 132 | 131 | +1  | 2    |

| 2016-08-7 21:50 UTC-3 | Словения     | 27:26             | Египет              | Арена ду Футуру, Рио-де-Жанейро Зрителей: 6497 Судьи: Пальссон, Элиассон (ISL) |
| 2016-08-7 21:50 UTC-3 | Блаж Янц — 8 | (15:15)           | 7 — Ахмед Эль-Ахмар | Арена ду Футуру, Рио-де-Жанейро Зрителей: 6497 Судьи: Пальссон, Элиассон (ISL) |
| 2016-08-7 21:50 UTC-3 | 9× 2×        | Статистика, Отчёт | 5× 3× 1×            | Арена ду Футуру, Рио-де-Жанейро Зрителей: 6497 Судьи: Пальссон, Элиассон (ISL) |

| 2016-08-9 16:40 UTC-3 | Бразилия         | 28:31             | Словения     | Арена ду Футуру, Рио-де-Жанейро Зрителей: 8131 Судьи: Хансен, Гединг (DEN) |
| 2016-08-9 16:40 UTC-3 | Фабио Шиуффа — 8 | (13:16)           | 6 — Блаж Янц | Арена ду Футуру, Рио-де-Жанейро Зрителей: 8131 Судьи: Хансен, Гединг (DEN) |
| 2016-08-9 16:40 UTC-3 | 6× 2×            | Статистика, Отчёт | 13× 2×       | Арена ду Футуру, Рио-де-Жанейро Зрителей: 8131 Судьи: Хансен, Гединг (DEN) |

| 2016-08-11 19:50 UTC-3 | Словения | − : − | Швеция | Фьючер Арена, Рио-де-Жанейро |
| 2016-08-11 19:50 UTC-3 |          |       |        | Фьючер Арена, Рио-де-Жанейро |
| 2016-08-11 19:50 UTC-3 |          |       |        | Фьючер Арена, Рио-де-Жанейро |

| 2016-08-13 09:30 UTC-3 | Словения | − : − | Германия | Фьючер Арена, Рио-де-Жанейро |
| 2016-08-13 09:30 UTC-3 |          |       |          | Фьючер Арена, Рио-де-Жанейро |
| 2016-08-13 09:30 UTC-3 |          |       |          | Фьючер Арена, Рио-де-Жанейро |

| 2016-08-15 09:30 UTC-3 | Польша | − : − | Словения | Фьючер Арена, Рио-де-Жанейро |
| 2016-08-15 09:30 UTC-3 |        |       |          | Фьючер Арена, Рио-де-Жанейро |
| 2016-08-15 09:30 UTC-3 |        |       |          | Фьючер Арена, Рио-де-Жанейро |

### Гимнастика

#### Спортивная гимнастика
В квалификационном раунде проходил отбор, как в финал командного многоборья, так и в финалы личных дисциплин. В финал индивидуального многоборья отбиралось 24 спортсмена с наивысшими результатами, а в финалы отдельных упражнений по 8 спортсменов, причём в финале личных дисциплин страна не могла быть представлена более, чем 2 спортсменами. В командном многоборье в квалификации на каждом снаряде выступали по 4 спортсмена, а в зачёт шли три лучших результата. В финале командных соревнований на каждом снаряде выступало по три спортсмена и все три результата шли в зачёт.
Женщины
Индивидуальные упражнения
| Соревнование   | Спортсмены | Квалификация | Квалификация | Финал                 | Финал                 |
| Соревнование   | Спортсмены | Очки         | Место        | Очки                  | Место                 |
| -------------- | ---------- | ------------ | ------------ | --------------------- | --------------------- |
| опорный прыжок | Тея Белак  | 13,650       | 19           | завершила выступление | завершила выступление |

### Гребля на байдарках и каноэ

#### Гребля на гладкой воде
Соревнования по гребле на байдарках и каноэ на гладкой воде проходят в лагуне Родригу-ди-Фрейташ, которая находится на территории города Рио-де-Жанейро. В каждой дисциплине соревнования проходят в три этапа: предварительный раунд, полуфинал и финал.
Женщины
| Соревнование                  | Спортсмены             | Предварительный раунд | Предварительный раунд | Предварительный раунд | Полуфинал | Полуфинал | Полуфинал | Финал | Финал | Итоговое место |
| Соревнование                  | Спортсмены             | Заплыв                | Время                 | Место                 | Заплыв    | Время     | Место     | Время | Место | Итоговое место |
| ----------------------------- | ---------------------- | --------------------- | --------------------- | --------------------- | --------- | --------- | --------- | ----- | ----- | -------------- |
| байдарки-одиночки, 200 метров | Шпела Пономаренко Янич |                       |                       |                       |           |           |           |       |       |                |
| байдарки-одиночки, 500 метров | Шпела Пономаренко Янич |                       |                       |                       |           |           |           |       |       |                |

#### Гребной слалом
Квалификационный раунд проходил в две попытки. Результат в каждой попытке складывался из времени, затраченного на прохождение трассы и суммы штрафных очков, которые спортсмен получал за неправильное прохождение ворот. Одно штрафное очко равнялось одной секунде. Из 2 попыток выбирался лучший результат, по результатам которого, выявлялись спортсмены с наименьшим количеством очков, которые проходили в следующий раунд. В полуфинале гребцы выполняли по одной попытки. В финал проходили спортсмены с наименьшим результатом.

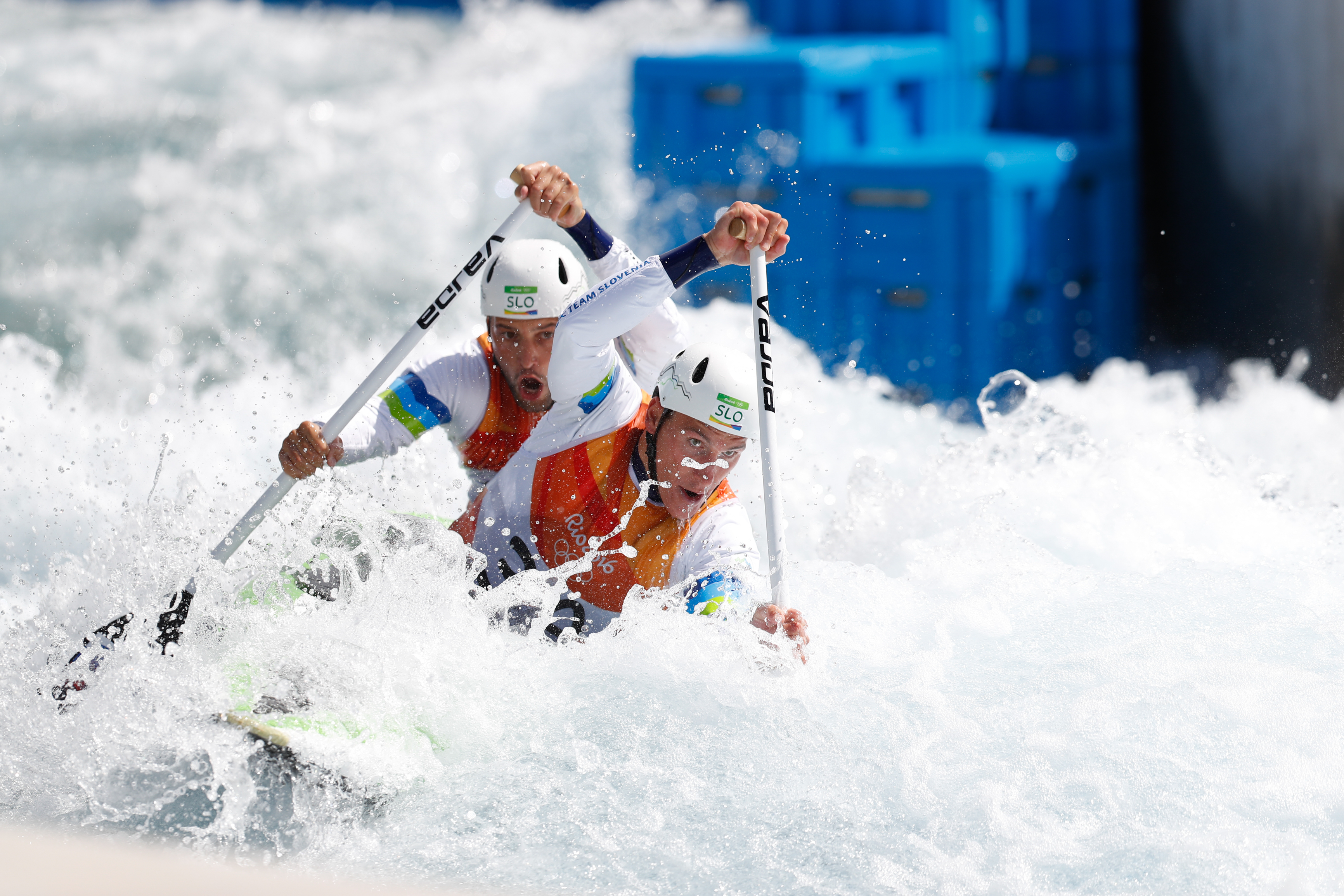
Лука Божич и Сашо Тальят во время прохождения дистанции

Мужчины
| Соревнование      | Спортсмены             | Предварительный этап | Предварительный этап | Предварительный этап | Предварительный этап | Предварительный этап | Предварительный этап | Предварительный этап | Полуфинал | Полуфинал | Полуфинал | Полуфинал | Финал | Финал | Финал | Финал |
| Соревнование      | Спортсмены             | 1 попытка            | 1 попытка            | 1 попытка            | 2 попытка            | 2 попытка            | 2 попытка            | Место                | Полуфинал | Полуфинал | Полуфинал | Полуфинал | Финал | Финал | Финал | Финал |
| Соревнование      | Спортсмены             | Время                | Штраф                | Итог                 | Время                | Штраф                | Итог                 | Место                | Время     | Штраф     | Итог      | Место     | Время | Штраф | Итог  | Место |
| ----------------- | ---------------------- | -------------------- | -------------------- | -------------------- | -------------------- | -------------------- | -------------------- | -------------------- | --------- | --------- | --------- | --------- | ----- | ----- | ----- | ----- |
| байдарки-одиночки | Петер Каузер           | 89,11                | 2                    | 91,11                | 94,88                | 2                    | 96,88                | 11 Q                 | 91,01     | 0         | 91,01     | 4 Q       | 88,70 | 0     | 88,70 | 2     |
| каноэ-одиночки    | Беньямин Савшек        | 95,69                | 4                    | 99,69                | 94,36                | 0                    | 94,36                | 4 Q                  | 98,70     | 0         | 98,70     | 4 Q       | 95,36 | 4     | 99,36 | 6     |
| каноэ-двойки      | Лука Божич Сашо Тальят | 105,21               | 0                    | 105,21               | 111,41               | 2                    | 113,41               | 6 Q                  |           |           |           |           |       |       |       |       |

Женщины
| Соревнование      | Спортсмены   | Предварительный этап | Предварительный этап | Предварительный этап | Предварительный этап | Предварительный этап | Предварительный этап | Предварительный этап | Полуфинал | Полуфинал | Полуфинал | Полуфинал | Финал | Финал | Финал | Финал |
| Соревнование      | Спортсмены   | 1 попытка            | 1 попытка            | 1 попытка            | 2 попытка            | 2 попытка            | 2 попытка            | Место                | Полуфинал | Полуфинал | Полуфинал | Полуфинал | Финал | Финал | Финал | Финал |
| Соревнование      | Спортсмены   | Время                | Штраф                | Итог                 | Время                | Штраф                | Итог                 | Место                | Время     | Штраф     | Итог      | Место     | Время | Штраф | Итог  | Место |
| ----------------- | ------------ | -------------------- | -------------------- | -------------------- | -------------------- | -------------------- | -------------------- | -------------------- | --------- | --------- | --------- | --------- | ----- | ----- | ----- | ----- |
| байдарки-одиночки | Урша Крагель | 104,86               | 2                    | 106,86               | 102,79               | 0                    | 102,79               | 7 Q                  |           |           |           |           |       |       |       |       |

### Дзюдо
Соревнования по дзюдо проводились по системе с выбыванием. В утешительные раунды попадали спортсмены, проигравшие полуфиналистам турнира. Два спортсмена, одержавших победу в утешительном раунде, в поединке за бронзу сражались с дзюдоистами, проигравшими в полуфинале.
Мужчины
| Категория | Спортсмены    | 1/32 финала        | 1/16 финала                   | 1/8 финала            | Четвертьфинал         | Полуфинал                | Финал                   | Место |
| Категория | Спортсмены    | Соперник Результат | Соперник Результат            | Соперник Результат    | Соперник Результат    | Соперник Результат       | Соперник Результат      | Место |
| --------- | ------------- | ------------------ | ----------------------------- | --------------------- | --------------------- | ------------------------ | ----------------------- | ----- |
| до 66 кг  | Адриан Гомбоц | не участвовал      | GEOВ. Маргвелашвили В 100:000 | ZAMМ. Пунза В 101:000 | CANА. Бушар В 100:000 | ITAФ. Базиле П 0002:0000 | За 3-е место            | 5     |
| до 66 кг  | Адриан Гомбоц | не участвовал      | GEOВ. Маргвелашвили В 100:000 | ZAMМ. Пунза В 101:000 | CANА. Бушар В 100:000 | ITAФ. Базиле П 0002:0000 | UZBР. Собиров П 000:110 | 5     |
| до 73 кг  | Рок Дракшич   | не участвовал      | ISRС. Муки П 000:100          | завершил выступление  | завершил выступление  | завершил выступление     | завершил выступление    | 17    |
| до 90 кг  | Михаэль Жганк | не участвовал      | SRBА. Куколь П 000:100        | завершил выступление  | завершил выступление  | завершил выступление     | завершил выступление    | 17    |

Женщины
| Категория | Спортсмены       | 1/16 финала        | 1/8 финала              | Четвертьфинал           | Полуфинал             | Финал                     | Место |
| Категория | Спортсмены       | Соперник Результат | Соперник Результат      | Соперник Результат      | Соперник Результат    | Соперник Результат        | Место |
| --------- | ---------------- | ------------------ | ----------------------- | ----------------------- | --------------------- | ------------------------- | ----- |
| до 63 кг  | Тина Трстеняк    | не участвовала     | ITAЭ. Гвенд В 000:000s2 | CHNЯн Цзюнься В 101:000 | BRAМ. Силва В 101:000 | FRAК. Агбеньену В 101:000 | 1     |
| до 78 кг  | Анамари Веленшек |                    |                         |                         |                       |                           |       |

### Лёгкая атлетика
Мужчины
Беговые дисциплины
| Дисциплина        | Спортсмен   | Предварительный раунд | Предварительный раунд | Предварительный раунд | Четвертьфиналы | Четвертьфиналы | Четвертьфиналы | Полуфиналы | Полуфиналы | Полуфиналы | Финал | Финал |
| Дисциплина        | Спортсмен   | Забег                 | Время                 | Место                 | Забег          | Время          | Место          | Забег      | Время      | Место      | Время | Место |
| ----------------- | ----------- | --------------------- | --------------------- | --------------------- | -------------- | -------------- | -------------- | ---------- | ---------- | ---------- | ----- | ----- |
| бег на 400 метров | Лука Янежич |                       |                       |                       | не проводится  | не проводится  | не проводится  |            |            |            |       |       |
| бег на 800 метров | Жан Рудольф |                       |                       |                       | не проводится  | не проводится  | не проводится  |            |            |            |       |       |

 Шоссейные дисциплины
| Дисциплина | Спортсмен    | Время | Место | Отставание |
| ---------- | ------------ | ----- | ----- | ---------- |
| марафон    | Антон Космач |       |       |            |

 Технические дисциплины
| Дисциплина      | Спортсмен     | Квалификация | Квалификация | Финал     | Финал |
| Дисциплина      | Спортсмен     | Результат    | Место        | Результат | Место |
| --------------- | ------------- | ------------ | ------------ | --------- | ----- |
| прыжок с шестом | Роберт Реннер |              |              |           |       |

Женщины
 Беговые дисциплины
| Дисциплина        | Спортсмен     | Предварительный раунд | Предварительный раунд | Предварительный раунд | Четвертьфиналы | Четвертьфиналы | Четвертьфиналы | Полуфиналы | Полуфиналы | Полуфиналы | Финал | Финал |
| Дисциплина        | Спортсмен     | Забег                 | Время                 | Место                 | Забег          | Время          | Место          | Забег      | Время      | Место      | Время | Место |
| ----------------- | ------------- | --------------------- | --------------------- | --------------------- | -------------- | -------------- | -------------- | ---------- | ---------- | ---------- | ----- | ----- |
| бег на 200 метров | Сабина Вейт   |                       |                       |                       |                |                |                |            |            |            |       |       |
| бег на 200 метров | Мая Михалинец |                       |                       |                       |                |                |                |            |            |            |       |       |

 Шоссейные дисциплины
| Дисциплина | Спортсмен       | Время | Место | Отставание |
| ---------- | --------------- | ----- | ----- | ---------- |
| марафон    | Данея Грандовец |       |       |            |

 Технические дисциплины
| Дисциплина      | Спортсмен      | Квалификация | Квалификация | Финал     | Финал |
| Дисциплина      | Спортсмен      | Результат    | Место        | Результат | Место |
| --------------- | -------------- | ------------ | ------------ | --------- | ----- |
| прыжок с высоту | Маруся Чернжул |              |              |           |       |
| прыжок с шестом | Тина Шутей     |              |              |           |       |
| метание копья   | Мартина Ратей  |              |              |           |       |

### Настольный теннис
Соревнования по настольному теннису проходили по системе плей-офф. Каждый матч продолжается до тех пор, пока один из теннисистов не выигрывает 4 партии. Сильнейшие 16 спортсменов начинали соревнования с третьего раунда, следующие 16 по рейтингу стартовали со второго раунда.
Мужчины
| Соревнование     | Спортсмены | Квалификация       | Первый раунд        | Второй раунд             | Третий раунд              | 1/8 финала              | 1/4 финала           | Полуфинал            | Финал                |
| Соревнование     | Спортсмены | Соперник Результат | Соперник Результат  | Соперник Результат       | Соперник Результат        | Соперник Результат      | Соперник Результат   | Соперник Результат   | Соперник Результат   |
| ---------------- | ---------- | ------------------ | ------------------- | ------------------------ | ------------------------- | ----------------------- | -------------------- | -------------------- | -------------------- |
| одиночный разряд | Боян Токич | не участвовал      | IRIН. Аламиан В 4:1 | POLВан Цзэнъи (30) В 4:2 | PORТ. Аполония (14) В 4:1 | GERД. Овчаров (3) П 1:4 | завершил выступление | завершил выступление | завершил выступление |

### Парусный спорт
Соревнования по парусному спорту в каждом из классов состояли из 10 гонок, за исключением класса 49-й, где проводилось 12 заездов. В каждой гонке спортсмены начинали заплыв с общего старта. Победителем каждой из гонок становился экипаж, первым пересекший финишную черту. Количество очков, идущих в общий зачёт, соответствовало занятому командой месту. 10 лучших экипажей по результатам 10 заплывов попадали в медальную гонку, результаты которой также шли в общий зачёт. В медальной гонке, очки, полученные экипажем удваивались. В случае если участник соревнований не смог завершить гонку ему начислялось количество очков, равное количеству участников плюс один. При итоговом подсчёте очков не учитывался худший результат, показанный экипажем в одной из гонок. Сборная, набравшая наименьшее количество очков, становится олимпийским чемпионом.
Мужчины
| Класс | Спортсмены     | Гонка | Гонка | Гонка | Гонка | Гонка | Гонка | Гонка | Гонка | Гонка | Гонка | Гонка         | Гонка         | Гонка | Очки | Место |
| Класс | Спортсмены     | 1     | 2     | 3     | 4     | 5     | 6     | 7     | 8     | 9     | 10    | 11            | 12            | M     | Очки | Место |
| ----- | -------------- | ----- | ----- | ----- | ----- | ----- | ----- | ----- | ----- | ----- | ----- | ------------- | ------------- | ----- | ---- | ----- |
| Финн  | Василий Жбогар |       |       |       |       |       |       |       |       |       |       | Не проводится | Не проводится |       |      |       |

Женщины
| Класс | Спортсмены                  | Гонка | Гонка | Гонка | Гонка | Гонка | Гонка | Гонка | Гонка | Гонка | Гонка | Гонка         | Гонка         | Гонка | Очки | Место |
| Класс | Спортсмены                  | 1     | 2     | 3     | 4     | 5     | 6     | 7     | 8     | 9     | 10    | 11            | 12            | M     | Очки | Место |
| ----- | --------------------------- | ----- | ----- | ----- | ----- | ----- | ----- | ----- | ----- | ----- | ----- | ------------- | ------------- | ----- | ---- | ----- |
| 470   | Тина Мрак Вероника Макароль |       |       |       |       |       |       |       |       |       |       | Не проводится | Не проводится |       |      |       |

### Стрельба
В январе 2013 года Международная федерация спортивной стрельбы приняла новые правила проведения соревнований на 2013—2016 года, которые, в частности, изменили порядок проведения финалов. Во многих дисциплинах спортсмены, прошедшие в финал, теперь начинают решающий раунд без очков, набранных в квалификации, а финал проходит по системе с выбыванием. Также в финалах после каждого раунда стрельбы из дальнейшей борьбы выбывает спортсмен с наименьшим количеством баллов. В скоростном пистолете решающие поединки проходят по системе попал-промах. В стендовой стрельбе добавился полуфинальный раунд, где определяются по два участника финального матча и поединка за третье место.
Мужчины
| Соревнование | Спортсмены    | Квалификация | Квалификация | Полуфинал            | Полуфинал            | Финал                | Финал                |
| Соревнование | Спортсмены    | Результат    | Место        | Результат            | Место                | Соперник/ Результат  | Место                |
| ------------ | ------------- | ------------ | ------------ | -------------------- | -------------------- | -------------------- | -------------------- |
| трап         | Боштьян Мачек | 113          | 22           | завершил выступление | завершил выступление | завершил выступление | завершил выступление |

Женщины
| Соревнование                       | Спортсмены   | Квалификация | Квалификация | Полуфинал     | Полуфинал     | Финал                 | Финал                 |
| Соревнование                       | Спортсмены   | Результат    | Место        | Результат     | Место         | Соперник/ Результат   | Место                 |
| ---------------------------------- | ------------ | ------------ | ------------ | ------------- | ------------- | --------------------- | --------------------- |
| пневматическая винтовка, 10 метров | Жива Дворшак | 414,7        | 17           | не проводится | не проводится | завершила выступление | завершила выступление |

### Теннис
Соревнования пройдут на кортах олимпийского теннисного центра. Теннисные матчи будут проходить на кортах с твёрдым покрытием DecoTurf, на которых также проходит и Открытый чемпионат США.
Женщины
| Соревнование     | Спортсмены    | 1/32 финала           | 1/16 финала           | 1/8 финала            | Четвертьфинал         | Полуфинал             | Финал                 |                       |
| Соревнование     | Спортсмены    | Соперник Результат    | Соперник Результат    | Соперник Результат    | Соперник Результат    | Соперник Результат    | Соперник Результат    |                       |
| ---------------- | ------------- | --------------------- | --------------------- | --------------------- | --------------------- | --------------------- | --------------------- | --------------------- |
| одиночный разряд | Полона Херцог | PURМ. Пуиг П 3:6, 2:6 | Завершила выступление | Завершила выступление | Завершила выступление | Завершила выступление | Завершила выступление | Завершила выступление |

### Триатлон
Соревнования по триатлону пройдут на территории форта Копакабана. Дистанция состоит из 3-х этапов — плавание (1,5 км), велоспорт (43 км), бег (10 км).
Женщины
| Соревнование              | Спортсмены  | Плавание | Смена | Велоспорт | Смена | Бег | Итоговое время | Место | Отставание |
| ------------------------- | ----------- | -------- | ----- | --------- | ----- | --- | -------------- | ----- | ---------- |
| индивидуальное первенство | Матея Шимич |          |       |           |       |     |                |       |            |